# Niono
Niono – miasto w Mali; 34 400 mieszkańców (2006). Przemysł spożywczy, włókienniczy.